# وتکودی
وتکودی (به انگلیسی: Vattakudi) یک روستا در هند است که در تامیل نادو واقع شده‌است.

## خصوصیات
وتکودی ۱٬۳۱۷ نفر جمعیت دارد.